# Dialogue avec mon jardinier
Pour plus de détails, voir Fiche technique et Distribution.
Dialogue avec mon jardinier est un film français réalisé par Jean Becker et sorti en 2007.
Il s'agit de l'adaptation du roman éponyme d'Henri Cueco, publié en 2004.

## Synopsis
Son couple connaissant de graves problèmes, un peintre parisien réputé retourne vivre dans la maison de son enfance.
Il embauche un jardinier qui se trouve être un ancien ami d'école primaire, cheminot à la retraite. La vie simple, tranquille, voire routinière de ce dernier (les vacances à Nice, le pèlerinage à Royan), lui permet de reprendre contact avec des souvenirs oubliés.
La maladie de son ami va lui faire prendre conscience de la valeur de cette simplicité, ce qui lui permettra finalement de rétablir son couple, les relations avec sa fille, et de donner une nouvelle orientation à sa peinture.

## Fiche technique
- Titre : Dialogue avec mon jardinier
- Réalisation : Jean Becker
- Scénario, adaptation et dialogues : Jean Cosmos, Jacques Monnet et Jean Becker, d'après le roman éponyme d'Henri Cueco
- Musique : Ahmet Gülbay
  - Musiques additionnelles : Concerto pour clarinette de Mozart (second mouvement) ; Va, pensiero
- Pays de production :  France
- Genre : comédie dramatique
- Durée : 110 minutes
- Date de sortie : 6 juin 2007 (France)

## Distribution
- Daniel Auteuil : le peintre, « Dupinceau »
- Jean-Pierre Darroussin : le jardinier, « Dujardin »
- Fanny Cottençon : Hélène, femme du peintre
- Élodie Navarre : Carole, fille du peintre
- Alexia Barlier : Magda, élève du peintre
- Hiam Abbass : « la femme » du jardinier
- Roger Van Hool : Tony, un autre peintre
- Maxime Pichot-Pierre : « Dupinceau » enfant
- Maxence Fayard : « Dupinceau » adolescent
- Michel Lagueyrie : René, marchand de matériel de peinture
- Christian Schiaretti : Charles, futur mari de Carole
- Jean-Claude Bolle-Reddat : le maire
- Bernard Crombey : Durieux, chirurgien ami du peintre
- Nicolas Vaude : Jean-Etienne, photographe
- Coralie André : la vendeuse
- Monique Roussel : la veuve Juliette
- André Lutrand : le père Colin
- Éric Thomas : le dentiste
- Mickey Dedaj : Ambulancier 1
- Stephane Kordylas : Ambulancier 2
- Brigitte Masure : Infirmière
- Luce Bekistan : Femme 1
- Isabelle Doyen : Femme 2
- Nadine Chabrier : Femme 3
- Jemmy Walker : Femme 4
- Laurent Boismaré : Guy Stefanini, le gendre
- Pierre Tourette : le prof de gym
- Domenico Boasso : Bardagaud
- Jean-Paul Guillermin : Deruzeau
- Jean-Baptiste Courtial : le petit Charles
- Georges Rotival : Poileau
- Bérénice Guillou : la fille au gâteau
- Jean Sibille : le patron hôtel Nice
- Frédéric Lodéon : voix radio

## Lieux detournage
Sauf indication contraire, les informations mentionnées dans cette section peuvent être confirmées par la base de données cinématographiques IMDb,  présente dans la section « Liens externes ».
Alors que le roman d'Henri Cueco avait comme cadre la Corrèze, le film a notamment été tourné pendant l'été 2006 au cœur du Beaujolais.
- Auvergne-Rhône-Alpes[1] :
  - Ain :
    - Colomieu (Lac d'Arboréiaz)

  - Rhône :
    - Beaujeu (maison viticole), Lantignié et Tassin-la-Demi-Lune (jardins ouvriers),
- Provence-Alpes-Côte d'Azur :
  - Alpes-Maritimes :
    - Nice[2] (avenue du Docteur Émile-Roux, plage municipale et promenade des Anglais)
- Île-de-France :
  - Hauts-de-Seine : 
    - Neuilly-sur-Seine : clinique Pierre Chérest (rue Pierre Chérest)

  - Paris[3] :
    - 1er arrondissement : musée du Louvre et quai du Louvre
    - 5e arrondissement : rue Soufflot (maison artistique Dubois) et rue Victor-Cousin
    - 17e arrondissement : place des Ternes vers l'avenue de Wagram (jardinerie Fleurs d'Étoile)

  - Val-d'Oise :
    - Saint-Ouen-l'Aumône (musée départemental de l'Éducation)